# John Steuart Curry
Pour les articles homonymes, voir Curry (homonymie).
John Steuart Curry, né le 14 novembre 1897 à Dunavant (en) dans le Kansas et mort le 29 août 1946 à Madison dans le Wisconsin, est un peintre américain, un des principaux représentants de la Scène américaine.

## Biographie
Aîné d'une famille de cinq enfants, il commence sa carrière artistique en 1918 comme illustrateur de magazines pulp et plus tard de Boys' Life ou The Saturday Evening Post . En 1926, il séjourne un an à Paris  pour étudier les œuvres de Gustave Courbet et d'Honoré Daumier ainsi que les techniques de couleur du Titien ou de Rubens.
Curry travaille à la fin des années 1930 avec Reginald Marsh au sein d'un atelier commun, et reçoivent en 1940 l'enseignement de Jacques Maroger.

## Œuvres
- Baptism in Kansas (en) (1928)
- Tornado over Kansas (1929)

### Conservation
- Metropolitan Museum of Art, New York
- Whitney Museum of American Art, New York
- Cincinnati Art Museum, Cincinnati
- Smithsonian American Art Museum, Washington
- Wichita Art Museum, Wichita
- Madison Museum of Contemporary Art, Madison

### Galerie

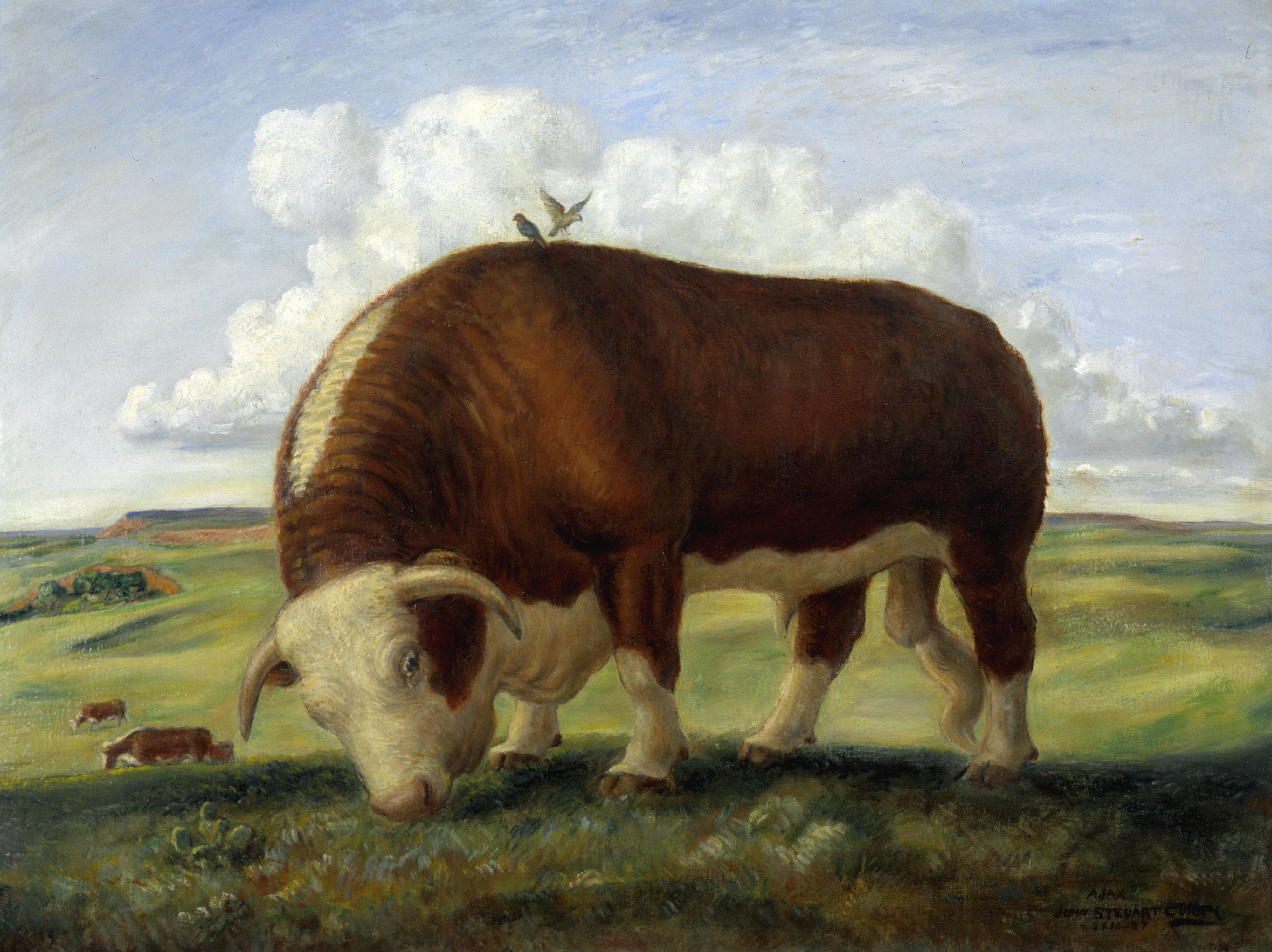
Ajax (1936-1937)
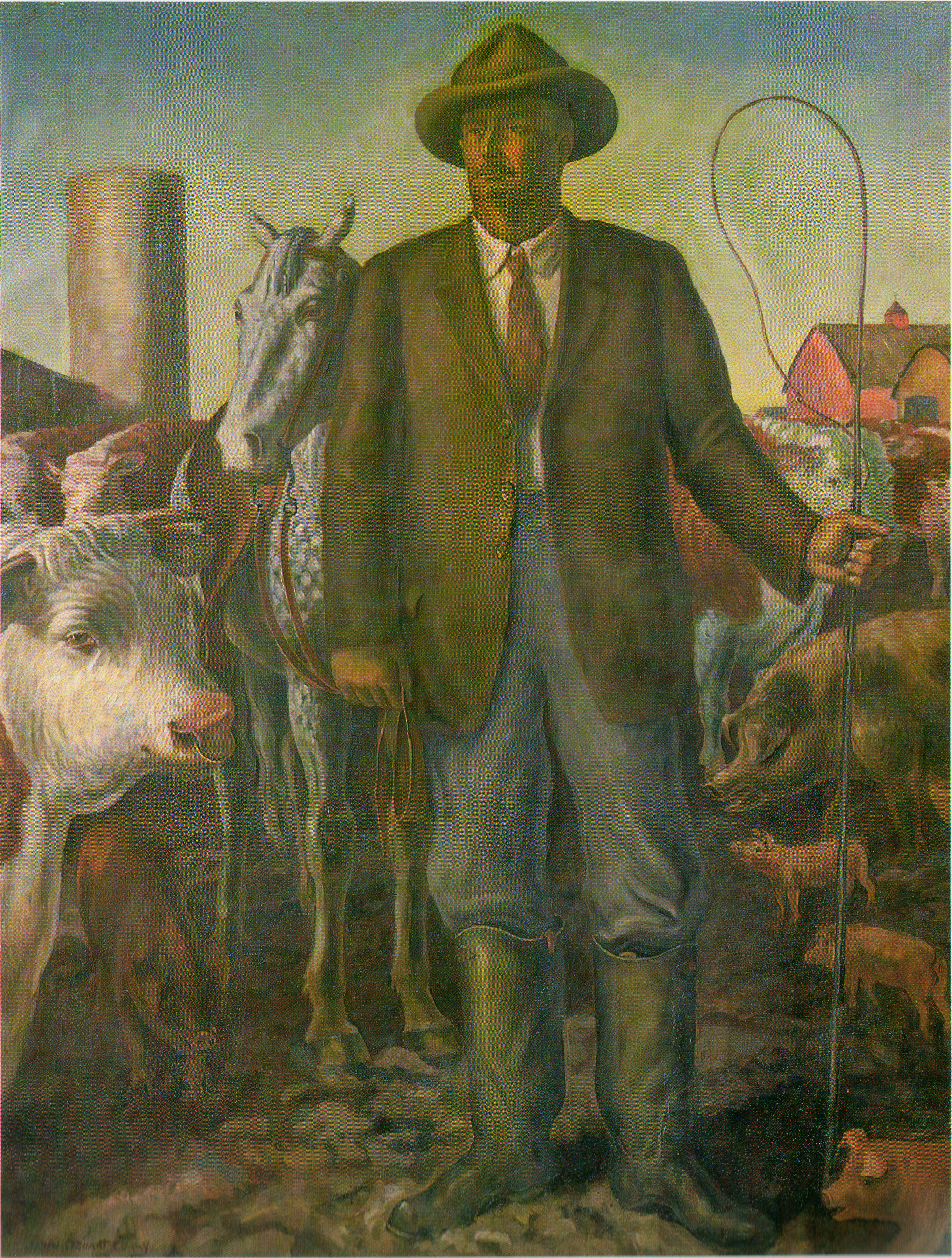
The Stockman (1929)